# Law School
《至上之法》（韓語：로스쿨），為韓國JTBC於2021年4月14日起播出的水木連續劇，由《耀眼》的金鉐潤導演與《李判史判》的瑞仁編劇合作打造。此劇講述法學院學生面對人類能展現最激烈的熱情和挑戰、最悽慘的矛盾和苦惱、最殘酷的競爭和衝突的「法律」，為了實現法律與正義而孤軍奮鬥的故事。
Netflix於4月14日起全球上線。

## 演員陣容

### 主要人物
| 演員   | 角色           | 介紹 |
| 金明民 | 楊宗勳         | 暱稱「楊格拉底」，檢察官出身，走精英路線的刑法教授。他以令人窒息的「蘇格拉底問答法」式授課和以毒舌的直言聞名，雖然是學生們認可和尊敬的教授，但是是韓國大學法學院學生的頭號迴避對象。他遵守的信念就是法律必須彰顯正義，比起違法犯罪者，他更輕蔑不義善變的法律界人士。雖然他擅長將危機轉化為機會，但是也經常成為危機，是不可預測的人。 |
| 金汎   | 韓俊輝         | 警察大學出身的法學院1年級生，是全級最帥氣和聪明的學生，以特有的從容引領讀書會。他的父母在他8歲時被歹徒殺害，之後成為孤兒，在舅舅的照顧下長大，因此舅舅是他唯一的家人和仰慕對象。但是舅舅卻涉嫌向國會議員朋友上交土地並接受委託而被捕，雖然最終被判無罪，但看起來只有懂法的舅舅在玩弄法律。他因此失去了對他的驕傲、夢想、家人以及堅信不疑的法律和正義。此後，他選擇了進入法學院，雖然像是在學習法律但目標卻變了，不是為了成為像舅舅一樣的檢察官，而是要成為檢察官阻止像舅舅一樣的人繼續出現。 |
| 柳惠英 | 姜率（A）/姜丹 | 韓國大學法學院特別錄取（次上位階層）入學，沒有錢也沒有後臺出身，希望證明自己能成為法學院的平凡出身學生。她奇蹟地接到合格通知後，無所畏懼地進入法學院。但是，開學第一日她就粉碎了自己的期待，見識到法學院是權貴聚集的地方，感到了剝奪感和自愧感，超出想像的荊棘之路，準備踏入地獄之門。和姜丹是雙胞胎姊妹。 |
| 李姃垠 | 金恩淑         | 法官出身的民法教授，因為要照顧兒子不能在地方法院工作，所以辭去法官職務，進入法學院授課。她在法院以調解達人聞名，來到法學院是溝通和交流的代名詞。她在第一堂課把學生的名字都背下來點名，讓學生們深受感動，其後以輕鬆有趣的授課成為人氣最高的教授，甚至可以解決學生在其他課程中無法理解的部分。宗勳是她的大學同學和司法研修院同期，即使不說話也心有靈犀，因此成為宗勳唯一的傾訴對象。 |

### 法學院學生
| 演員   | 角色      | 介紹 |
| 李秀敬 | 姜率（B） | 法律世家出身的富家女，在大學裏一直都是第一名。她以為順利進入韓國大學法學院後，以後只剩下康莊大道，但是楊宗勳教授卻懷疑她剽竊論文，讓事情開始變得複雜，令她選擇像以前一樣繼續不擇手段守護一切。每當她的直升機媽媽不順心時，就會在她面前裝作要去死，只有她成為法官後才能停止媽媽的把戲。多虧了媽媽給她量身定做的課外輔導班，她在上課時用一邊看電視劇也能回答尖銳的問題和卓越的問題。但因為被和自己同名的姜率奪走了A這個稱呼，成為B的她感到十分厭惡。抄襲徐炳柱教授論文。 |
| 李大衛 | 徐智鎬    | 希望透過律師成為上流，因為法律，人生跌入深淵，現在希望利用法律爬到高處。他是中小企業家庭的獨生子，是典型的大峙洞補習班孩子。在上大學之前，他過著平淡的生活。但在服役期間，爸爸因被告發而接受檢察官調查，在公司倒閉後選擇了自殺，自此由金湯匙墜落成土湯匙，還有爸爸留下的債務。他以為人生已經完蛋了，但是在知道債務繼承和放棄的步驟後，逐漸對法學產生了興趣。之後，他拼命打工存下的錢進入法學院，目標是進入大型律師事務所積累名聲後開業賺大錢。                         |
| 高允貞 | 全藝瑟    | 頂尖大學服裝專業畢業，性格豁達、和藹可親，現為法學院1年級生，以藝人級別的五官和修長的身材吸引了男學生的目光。她之所以選擇考上法學院，是因為長期準備法學院入學考試的男朋友永昶。永昶為了完成與她一起讀書的願望開始了學習，但最後只有她考上了韓國大學法學院。從那時開始的，永昶稍不順心就會發脾氣，並開始使用暴力。儘管如此，她還是對搶走男朋友的夢想感到抱歉，並認為他是因為累才發怒。最重要的是，她真心地愛着他，相信一切都會成為過去。                                |
| 顯祐   | 劉昇材    | 畢業於韓國大學醫學院的精英婦產科醫生，現為法學院1年級生。他的人生從未嘗試過失敗，但是在學習法律後開始感到困難，他在毫無法學知識下在法學院生存絕非易事。他在刑法課上被宗勳揭穿，為了不被他人發現自己無法理解課堂內容，在學習時開始變得沉默，面對依然出色的妻子時，在法學院裏開始有負擔感。在不安和壓力達到極致時，他陷入了危險的誘惑之中。 |
| 李江智 | 閔福基    | 法學院1年級生，目標成為韓國大學出身的人權律師。他在地方中學裏一直名列全校第一，看似是一個才子，但是在法學院裏卻瀕臨留級邊緣。雖然像別人一樣不安和有壓力，但是以特有的樂觀個性讓同學們笑出聲來，是讀書會的氣氛製造者。事實上，所有人都知道，他的目光所投向的地方是藝瑟。因為他是理想主義者，所以每次來到法學院，觸碰現實的法律時都會感到挫折。 |
| 金敏碩 | 趙藝範    | 法學院1年級生，出生於暴發戶家庭。雖然他並不是讀書的材料，但是父母以天文數字的課外輔導讓他進入法律系。他沒有與法學士出身頭銜相符的成績，讓他感到頭疼，與其說想要成為什麼，他的目標是取得符合父母期待的成績，是個不會看人眼色的傢伙。 |

### 法學院內人物
| 演員   | 角色   | 介紹 |
| 安內相 | 徐炳柱 | 檢察長出身的大型律師事務所律師，韓國大學法學院兼職教授。他是精通韓國法律的頂級專家，因而很清楚法律的漏洞，只要下定決心就能完美利用法律。以前，他看著法律界前輩的各種不義行為，想堅守自己的信念，之後以剛正不阿的處事方式成為檢察長。但是，之後他卻成為免費土地受賄事件的主人公，引起了國民的公憤。雖然最後以無罪結案避免了入獄，但還是不光彩地辭去了檢察官的職務。他對自己的豐衣足食受到了良心的譴責，為了擺脫罪責和痛苦的束縛，他也在苦苦思索著自首，但是過去犯下的那些事都化作刀刃刺向他。 |
| 吉海妍 | 吳政熙 | 大法官出身的韓國大學法學院院長，遵循法律和良心的原則主義者，具有在任何瞬間都不會動搖和被捲入的平常心，是個有氣質的女士。為了落實韓國法學院制度，和希望韓國大學法學院成為理想的榜樣，她想以相輔相成的方式為法學院的發展作出貢獻。她與複印店老闆東日是老朋友。 |
| 禹賢   | 成東日 | 韓國大學法學院複印室老闆，經營了20年以上的複印工作。在法學院大樓建成後，他就是著名的法學院複印房大叔。他與法學院的學生一起，是韓國大學歷史的見證人。他熟知法學院學生的生活和喜怒哀樂、戀愛史，不僅聽到學生對教授的閒言碎語，還起到解決問題的作用，會不惜斥責教授。 |
| 吳萬錫 | 姜主萬 | 韓國大學法學院副院長，憲法教授，在法律家庭中唯一一個無法通過司法考試而成為法律大學教授的人。姜率(B)的父親。雖然隨著法學院成立成為法學院教授，但是妻子動不動就說「法學院時代最大的受惠者是你」，讓他感到被嘲諷。由於在法律世家裏成為法官是理所當然的事，因此為了成爲憲法學者而選擇了學問之路。每當在女兒面前丟人的時候，他都想離婚，但是為了女兒一直忍著。 |

### 其他人物
| 演員   | 角色   | 介紹 |
| 朴赫權 | 陳亨宇 | 天生好勝心強，善於算計的政治檢察官，為了高位而努力，夢想著進入青瓦臺。他把學習和司法考試當作跳板，報考檢察機關也是因為相信檢察官能夠掌握權力。對他來說，法律不是實現正義的手段，而是出人頭地的手段。他及早識破法律的漏洞，為了出人頭地不惜濫用法律，是代表性的惡徒，與宗勳對立和衝突。                                                               |
| 鄭原仲 | 高亨秀 | 國會議員，法律及司法委員會成員，下屆總統大選候選人，是野心勃勃和心思縝密的政治家。為了出人頭地和成功，他可以和惡魔進行交易，非常善解人意和冷血地抓住機會。無所畏懼的他的唯一弱點就是兒子永昶，兒子在法學院入學考試中繼續落榜，讓他心裏很不是滋味和不好受。                                                                                           |
| 李天熙 | 朴根泰 | 宗勳的國選辯護律師。因為老婆惹事生非，只要是有錢的工作都會照辦，不管事件的輕重和卑鄙程度都會受命處理殘局。他擔任賺不到錢的國選辯護律師本來就不是容易的事，雖然不想處理宗勳的殺人辯護請求，但總是被他騙倒。 |
| 趙載龍 | 李滿浩 | 強姦犯，影射趙斗淳事件，對年幼的9歲女孩犯下可怕的性罪行，之後無恥地謊稱喝醉酒後記不清了，使國民憤怒之極。他進入監獄後，以「心神脆弱」（刑法第10條第2項）為名只被判11年監禁。他在監獄裏挖掘法典和判例，出獄後找出所有辱罵和誹謗自己的惡意評論者，採取民事、刑事、法律應對（名譽毀損、侮辱）。這不僅讓所有人都震驚，還讓法學院大跌眼鏡，是人間的惡魔。 |
| 李煇鐘 | 高永昶 | 亨秀的兒子，藝瑟的男朋友，以爸爸為靠山趾高氣揚。雖然和女朋友一起準備了韓國大學法學院的入學考試，但是藝瑟合格了，自己卻不合格，令他的自尊心受到了傷害。因此，他出於自卑對女友表現出瘋狂的執著。 |

## 原聲帶
- Part.1（發行日期：2021年4月22日）

| 曲序 | 曲目            | 演唱   | 时长 |
| ---- | --------------- | ------ | ---- |
| 1.   | We are          | 李承允 | 3:24 |
| 2.   | We are（Inst.） |        | 3:22 |

- Part.2（發行日期：2021年5月6日）

| 曲序 | 曲目                            | 演唱        | 时长 |
| ---- | ------------------------------- | ----------- | ---- |
| 1.   | We are (Acoustic Ver.)          | Darin(다린) | 3:28 |
| 2.   | We are (Acoustic Ver.)（Inst.） |             | 3:28 |

- Part.3（發行日期：2021年5月27日）

| 曲序 | 曲目       | 演唱     | 时长 |
| ---- | ---------- | -------- | ---- |
| 1.   | X          | Safira.K | 2:39 |
| 2.   | X（Inst.） |          | 2:39 |

## 收視率
| 季數 | 季數 | 每季集數 | 每季集數 | 每季集數 | 每季集數 | 每季集數 | 每季集數 | 每季集數 | 每季集數 | 每季集數 | 每季集數 | 每季集數 | 每季集數 | 每季集數 | 每季集數 | 每季集數 | 每季集數 |
| 季數 | 季數 | 1        | 2        | 3        | 4        | 5        | 6        | 7        | 8        | 9        | 10       | 11       | 12       | 13       | 14       | 15       | 16       |
| ---- | ---- | -------- | -------- | -------- | -------- | -------- | -------- | -------- | -------- | -------- | -------- | -------- | -------- | -------- | -------- | -------- | -------- |
|      | 1    | 1.066    | 0.812    | 0.861    | 0.908    | 0.914    | 0.972    | 0.989    | 1.185    | 1.201    | 1.235    | 1.292    | 1.108    | 1.519    | 1.167    | 1.313    | 1.329    |

| 集數       | 播出日期   | AGB收視率        | AGB收視率      |
| 集數       | 播出日期   | 大韓民國（全國） | 首爾（首都圈） |
| ---------- | ---------- | ---------------- | -------------- |
| 1          | 2021/04/14 | 5.113%           | 5.659%         |
| 2          | 2021/04/15 | 4.112%           | 4.531%         |
| 3          | 2021/04/21 | 4.338%           | 4.621%         |
| 4          | 2021/04/22 | 4.318%           | 4.908%         |
| 5          | 2021/04/28 | 4.473%           | 4.801%         |
| 6          | 2021/04/29 | 4.676%           | 5.345%         |
| 7          | 2021/05/05 | 4.505%           | 5.346%         |
| 8          | 2021/05/06 | 5.388%           | 6.044%         |
| 9          | 2021/05/12 | 5.508%           | 5.645%         |
| 10         | 2021/05/19 | 5.652%           | 6.547%         |
| 11         | 2021/05/20 | 6.249%           | 6.796%         |
| 12         | 2021/05/26 | 5.550%           | 6.005%         |
| 13         | 2021/05/27 | 6.891%           | 7.702%         |
| 14         | 2021/06/02 | 5.694%           | 6.241%         |
| 15         | 2021/06/03 | 6.309%           | 6.723%         |
| 16         | 2021/06/09 | 6.114%           | 6.523%         |
| 平均收視率 | 平均收視率 | 5.306%           | 5.840%         |

- 收視最低的集數以藍色表示，收視最高的集數以紅色表示，而空格則表示該集的收視沒有相關數據。

## 話題性排行

### 電視劇部分[4]
| 日期     | 佔有率 | 排名 |
| -------- | ------ | ---- |
| 4月第3週 | 5.72%  | 7    |
| 4月第4週 | 3.13%  | 8    |
| 4月第5週 | 2.73%  | 8    |
| 5月第1週 | 6.85%  | 7    |
| 5月第2週 | 6.67%  | 6    |
| 5月第3週 | 6.46%  | 7    |
| 5月第4週 | 6.63%  | 7    |
| 6月第1週 | 5.46%  | 6    |
| 6月第2週 | 5.78%  | 6    |

## 記事
- 第10集在「楊宗勳最後陳述情節」之中，出現罕有的長鏡頭畫面。該畫面以「一鏡到底」方式連續拍攝八分鐘，由金明民一人獨自連續說75句台詞。在實際播放中，此部分加插了其餘演員的分鏡作補充之用。[5]
- 本劇是JTBC水木劇時段收視率最佳成績。

## 外部連結
- 在Netflix上觀看《Law School》
- JTBC官方網站
- Daum上《Law School》的資料
- 互联网电影数据库（IMDb）上《Law School》的资料（英文）

| JTBC 水木劇                                        | JTBC 水木劇                            | JTBC 水木劇 |
| -------------------------------------------------- | -------------------------------------- | ----------- |
|                                                    | （2021年4月14日－2021年6月9日）        |             |
| Sisyphus: the myth （2021年2月17日－2021年4月8日） | 月刊家 （2021年6月16日－2021年8月5日） |             |